# Lesbury
Lesbury – wieś w Anglii, w hrabstwie Northumberland. Leży 48 km na północ od miasta Newcastle upon Tyne i 444 km na północ od Londynu. W 2001 miejscowość liczyła 871 mieszkańców.